# Straight Up
Straight Up – trzeci singel z płyty Forever Your Girl amerykańskiej piosenkarki Pauli Abdul. Wydany 22 listopada 1988 przez Virgin Records.
Piosenka zajęła pierwsze miejsce na Billboard Hot 100 i przyniosła międzynarodową popularność wokalistce. Została napisana i wyprodukowana przez Elliota Wolffa. Piosenka została nagrana częściowo na syntezatorze Roland D-50.

## Teledysk
Czarno-biały teledysk został zrealizowany w 1988 roku. Jego reżyserem był David Fincher, zaś choreografię ułożyła sama wokalistka. W klipie gościnnie pojawia się Arsenio Hall.

## Certyfikaty i sprzedaż
| Kraj                     | Certyfikat         | Sprzedaż   |
| ------------------------ | ------------------ | ---------- |
| Kanada (MC)              | platynowa płyta    | 80 000+    |
| Stany Zjednoczone (RIAA) | 2× platynowa płyta | 2 000 000+ |
| Szwecja (GLF)            | złota płyta        | 25 000+    |
| Wielka Brytania (BPI)    | srebrna płyta      | 200 000+   |